# 3943 Silbermann
3943 Silbermann је астероид главног астероидног појаса са средњом удаљеношћу од Сунца која износи 2,273 астрономских јединица (АЈ).
Апсолутна магнитуда астероида је 14,2.